# Upper Orashi Forest Reserve
Das Upper Orashi Forest Reserve ist ein Naturschutzgebiet im nigerianischen Bundesstaat Rivers. Es belegt eine Fläche von 251,65 km² im Zentrum des Nigerdeltas und wurde am 30. April 2008 in die Liste der Feuchtgebiete von internationaler Bedeutung der Ramsar-Konvention aufgenommen. Ursprünglich wurde es bereits am 30. Dezember 1899 von der damaligen Verwaltung der britischen Kolonie auf einer Fläche von 96,96 km² etabliert, dieses bildet die Kernzone des Schutzgebietes. Es liegt am Oberlauf des Orashi Rivers, auf dem Gebiet der Großraumgemeinden Abua-Odual und Ahoada West. Verwaltet wird es vom Ministerium für Land- und Forstwirtschaft des Bundesstaates. In dem Gebiet liegen die Dörfer Odon, Anyo, Emelego, Adoda, Illogovia, Ekunnga, Amenboko und Okolomaeh. Von der IUCN wird es unter Kategorie VI, Ressourcenschutzgebiet mit Management, eingestuft.
Der Orashi River ist ein Seitenarm des Nigers, der auf der Höhe der Gemeinde Onitsha vom Hauptstrom abzweigt. Das Gebiet wird während der Flutsaison des Nigers, in den Monaten September bis November, großflächig überschwemmt. Die Sedimentation in den Überflutungsgebieten steigert die Fruchtbarkeit der sonst eher mäßig fruchtbaren Böden, die aus verschiedenen alluvialen Bodentypen bestehen. Das Klima wird als tropisch Wechselfeucht, mit einer langen Regenzeit von März bis November und einer kurzen Trockenzeit von Dezember bis Februar, gekennzeichnet. Die mittlere Niederschlagsmenge beträgt 2510 mm im Jahr, wobei der September der regenreichste Monat, dem Höhepunkt des westafrikanischen Monsuns, ist. Die trockenen Monate werden von dem aus der Sahara wehenden Nord-Ost-Passat Harmattan bestimmt.   
Die Flora im Ramsar-Schutzgebiet wird von tropischen Flachlandregenwald, Sümpfe, Moore und saisonal bestehenden Seen bestimmt. Der Regenwald ist im Kerngebiet ein Primär- und in den Randzonen ein Sekundärwald. In diesem wachsen unter anderen die Lophira alata, Ricinodendron heudelottii, Albizia adianthifolia, Hexalobus crispiflorus. Der für die Forstindustrie wichtige Hallea ledermannii kommt in diesem Gebiet vor, wurde jedoch durch die extensive Nutzung stark zurückgedrängt. In den höher gelegenen Gebieten kommen auch die Ölpalmen (Elaeis guineensis) und Musanga cecropioides vor.
Die Fauna im Upper Orashi Forest Reserve ist sehr vielfältig und zeichnet sich bei den dort lebenden Primatenarten durch den hohen Anteil an nigerianischen Endemiten aus. So kommen die Nigeria-Blaumaulmeerkatze (Cercopithecus sclateri), Rotbauchmeerkatze (C. erythrogaster), Nigerdelta-Stummelaffe (Piliocolobus epieni) in diesem Gebiet vor. Andere große Säugetiere sind das Riesenwaldschwein (Hylochoerus meinertzhageni), das Zwergflusspferd (Hexaprotodon liberiensis) bzw. Hexaprotodon liberiensis heslopi und den erst seit einigen Jahren zu beobachtende Schwarzstirnducker (Cephalophus nigrifrons) und das Grüne Buschhörnchen (Paraxerus poensis) bekannt. An dem Flusslauf des Orashi existiert eine Population des bislang kaum erforschten Westafrikanischen Panzerkrokodile (Mecistops cataphractus). Von der Avifauna kommen im Schutzgebiet ca. 90 Vogelarten vor. Darunter befinden sich der Graupapagei (Psittacus erithacus), Hartlaubente (Pteronetta hartlaubii), Kongoschlangenadler (Dryotriorchis spectabilis), Guinea-Turako (Tauraco persa) und die Maidtaube (Turtur brehmeri).